# Воскресенівська сільська рада
Воскресе́нівська сільська́ ра́да — орган місцевого самоврядування в Васильківському районі Дніпропетровської області. Адміністративний центр — село Воскресенівка.

## Загальні відомості
- Населення ради: 703 особи (станом на 2001 рік)

## Населені пункти
Сільській раді підпорядковані населені пункти:
- с. Воскресенівка
- с. Нововоскресенівка

## Склад ради
Рада складається з 14 депутатів та голови.
- Голова ради: Ляшенко Олександр Володимирович
- Секретар ради: Бойко Ірина Олексіївна

### Керівний склад попередніх скликань
| Прізвище, ім'я, по батькові     | Основні відомості                                                                     | Дата обрання | Дата звільнення |
| ------------------------------- | ------------------------------------------------------------------------------------- | ------------ | --------------- |
| Ляшенко Олександр Володимирович | Сільський голова, 1963 року народження, освіта середня загальна, безпартійний         | 26.03.2006   | 31.10.2010      |
| Ляшенко Олександр Володимирович | Сільський голова, 1963 року народження, освіта середня загальна, член Партії регіонів | 31.10.2010   |                 |

Примітка: таблиця складена за даними сайту Верховної Ради України

### Депутати
За результатами місцевих виборів 2010 року депутатами ради стали:

#### За суб'єктами висування
| Суб'єкт висування | Кількість обраних депутатів | %    |
| ----------------- | --------------------------- | ---- |
| Партія регіонів   | 13                          | 92,9 |
| Самовисування     | 1                           | 7,1  |

#### За округами
| № округу        | Прізвище, ім'я, по батькові    | Дата визнання обраним | Освіта             | Партійна приналежність            | Відомості про обраного депутата                    |
| --------------- | ------------------------------ | --------------------- | ------------------ | --------------------------------- | -------------------------------------------------- |
| Партія регіонів |                                |                       |                    |                                   |                                                    |
| 1               | Веретельник Тетяна Петрівна    | 04.11.2010            | середня спеціальна | член Партії регіонів              | тимчасово не працює                                |
| 2               | Садикін Віктор Григорович      | 04.11.2010            | вища               | позапартійний                     | тимчасово не працює                                |
| 3               | Діденко Наталія Іванівна       | 04.11.2010            | середня            | член Партії регіонів              | тимчасово не працює                                |
| 4               | Літвінова Галина Іванівна      | 04.11.2010            | середня            | позапартійна                      | Воскресенівське відділення зв’язку, начальник      |
| 5               | Федотов Валентин Лук’янович    | 04.11.2010            | вища               | член Комуністичної партії України | пенсіонер                                          |
| 6               | Бойко Ірина Олексіївна         | 04.11.2010            | вища               | позапартійна                      | Воскресенівська сільська рада, секретар            |
| 7               | Носов Віктор Олександрович     | 04.11.2010            | вища               | позапартійний                     | селянське фермерське господарство "Ствіс", агроном |
| 8               | Шатова Антоніна Миколаївна     | 04.11.2010            | вища               | член Партії регіонів              | пенсіонер                                          |
| 9               | Літвінова Юлія Олександрівна   | 04.11.2010            | середня            | позапартійна                      | тимчасово не працює                                |
| 10              | Шатова Тетяна Казимирівна      | 04.11.2010            | середня            | позапартійна                      | тимчасово не працює                                |
| 11              | Канюга Мирослав Богданович     | 04.11.2010            | середня            | позапартійний                     | пенсіонер                                          |
| 13              | Безпятий Роман Ігорович        | 04.11.2010            | середня            | позапартійний                     | тимчасово не працює                                |
| 14              | Ракіта Віктор Олександрович    | 04.11.2010            | середня            | член Партії регіонів              | ТОВ "Зоря нив", тракторист                         |
| Самовисування   |                                |                       |                    |                                   |                                                    |
| 12              | Ковпак Олександр Володимирович | 04.11.2010            | вища               | позапартійний                     | ПП "Ковпак", керуючий справами                     |